# Резенгук
Резенгук (нід. Reuzenhoek) — селище в нідерландській провінції Зеландія. Входить до муніципалітету Тернезен. Наразі у ньому нараховується близько 60 будинків.